# Ichneumon bucculentus
Ichneumon bucculentus är en stekelart som beskrevs av Wesmael 1845. Ichneumon bucculentus ingår i släktet Ichneumon och familjen brokparasitsteklar. Arten är reproducerande i Sverige. Utöver nominatformen finns också underarten I. b. teberdensis.